# Marcel Herrand
Marcel Herrand (8 de octubre de 1897 – 11 de junio de 1953) fue un actor teatral y cinematográfico de nacionalidad francesa, conocido por su participación en películas históricas y de capa y espada.

## Biografía
Nacido en París, en sus inicios se dedicó al teatro, dirigiendo junto a Jean Marchat el « Rideau de Paris ». 
En el cine el papel más conocido de Marcel Herrand fue el de Pierre François Lacenaire en Les Enfants du paradis, film dirigido por Marcel Carné. Otros títulos destacados protagonizados por él fueron Les Derniers Jours de Pompéi (1950) y Fanfan la Tulipe (1952), en este último junto a Gérard Philipe y Gina Lollobrigida interpretando el papel de Luis XV de Francia.
En 1939 Marcel Herrand y Jean Marchat sucedieron a Georges Pitoëff en la dirección del Théâtre des Mathurins. 
Marcel Herrand falleció en Montfort-l'Amaury en 1953.

## Filmografía
- 1932 : Le Jugement de minuit, de Alexander Esway
- 1935 : Le Domino vert, de Henri Decoin y Herbert Selpin
- 1941 : Le pavillon brûle, de Jacques de Baroncelli
- 1942 : Les Visiteurs du soir, de Marcel Carné
- 1943 : Le Comte de Monte-Cristo, de Robert Vernay
- 1943 : Les Enfants du paradis, de Marcel Carné
- 1943 : Les Mystères de Paris, de Jacques de Baroncelli
- 1945 : Le Père Serge,  de Lucien Ganier-Raymond
- 1945 : Étoile sans lumière, de Marcel Blistène
- 1945 : Messieurs Ludovic, de Jean-Paul Le Chanois
- 1946 : Martin Roumagnac, de Georges Lacombe
- 1947 : Fantômas, de Jean Sacha
- 1947 : Les Chouans, de Henri Calef
- 1947 : L'Homme traqué, de Robert Bibal
- 1948 : Ruy Blas, de Pierre Billon
- 1948 : Fiacre 13, de Raoul André
- 1948 : Impasse des Deux-Anges, de Maurice Tourneur
- 1949 : Le Mystère de la chambre jaune, de Henri Aisner
- 1949 : Le Parfum de la dame en noir, de Louis Daquin
- 1949 : On aime qu'une fois, de Jean Stelli
- 1950 : Les Derniers Jours de Pompéi, de Marcel L'Herbier
- 1950 : Pas de pitié pour les femmes, de Christian Stengel
- 1951 : Une histoire d'amour, de Guy Lefranc
- 1951 : Les loups chassent la nuit, de Bernard Borderie
- 1952 : Fanfan la Tulipe, de Christian-Jaque
- 1952 : La Putain respectueuse, de Marcello Pagliero y Charles Brabant

## Teatro

### Como actor
- 1917 : Las tetas de Tiresias, de Guillaume Apollinaire, escenografía de Pierre Albert-Birot, Teatro Maubel
- 1920 : Cromedeyre-le-Vieil, de Jules Romains, escenografía de Jacques Copeau, Théâtre du Vieux-Colombier
- 1921 : Les Mariés de la Tour Eiffel, de Jean Cocteau, escenografía del autor, Teatro de los Campos Elíseos
- 1922 : El retrato de Dorian Gray, de Oscar Wilde, escenografía de Georges Pitoëff, Teatro de los Campos Elíseos
- 1931 : Le Méchant, de Jean-Baptiste-Louis Gresset, escenografía de Charles Dullin, Teatro de l'Atelier
- 1933 : Libeleï, de Arthur Schnitzler, escenografía de Georges Pitoëff, Théâtre du Vieux-Colombier
- 1934 : Dommage qu'elle soit une prostituée, de John Ford, escenografía de Charles Dullin, Teatro de l'Atelier
- 1937 : Philoctète, de André Gide
- 1944 : El malentendido, de Albert Camus, escenografía de Marcel Herrand, Teatro des Mathurins
- 1946 : Divinas palabras, de Ramón María del Valle-Inclán, escenografía de Marcel Herrand, Teatro des Mathurins
- 1946 : Primavera, de Claude Spaak, escenografía de Marcel Herrand, Teatro des Mathurins
- 1946 : L’Extravagant Captain Smith, de Jean Blanchon, escenografía de Marcel Herrand, Teatro des Mathurins
- 1946 : Le Crime de Lord Arthur Savile, de Saint John Legh Clowes a partir de Oscar Wilde, escenografía de Marcel Herrand, Teatro des Mathurins
- 1950 : Le Bal du Lieutenant Helt, de Gabriel Arout, escenografía de Marcel Herrand, Teatro des Mathurins

### Como director
- 1938 : Bodas de sangre, de Federico García Lorca, Teatro de l'Atelier
- 1942 : Dieu est innocent, de Lucien Fabre, Teatro des Mathurins
- 1942 : D'après nature ou presque, de Michel Arnaud, Teatro des Mathurins
- 1942 : Deirdre of the Sorrows, de John Millington Synge, Teatro des Mathurins
- 1942 : Mademoiselle de Panama, de Marcel Achard, Teatro des Mathurins
- 1943 : Solness le constructeur, de Henrik Ibsen, Teatro des Mathurins
- 1944 : Le Malentendu, de Albert Camus, Teatro des Mathurins
- 1945 : Tartufo, de Molière, Teatro des Mathurins
- 1945 : Le Treizième Arbre, de André Gide, Teatro des Mathurins
- 1945 : Federigo, de René Laporte, Teatro des Mathurins
- 1946 : Divinas palabras, de Ramón María del Valle-Inclán, Teatro des Mathurins
- 1946 : Primavera, de Claude Spaak, Teatro des Mathurins
- 1946 : L’Extravagant Captain Smith, de Jean Blanchon, Teatro des Mathurins
- 1946 : Le Crime de Lord Arthur Savile, de Saint John Legh Clowes a partir de Oscar Wilde, Teatro des Mathurins
- 1947 : L'Île de la raison, de Marivaux, Teatro des Mathurins
- 1947 : L'Empereur de Chine, de Jean-Pierre Aumont, Teatro des Mathurins
- 1949 : Le Roi pêcheur, de Julien Gracq, Teatro Montparnasse
- 1950 : Le Bal du Lieutenant Helt, de Gabriel Arout, Teatro des Mathurins
- 1953 : La devoción de la cruz, de Pedro Calderón de la Barca, Festival de Angers